# North San Ysidro, New Mexico
North San Ysidro, New Mexico (енгл. North San Ysidro) насељено је место без административног статуса у америчкој савезној држави Њу Мексико.

## Демографија
По попису из 2010. године број становника је 159.
| Група             | 2000.    | 2010.       |
| Белци             | 0 (0,0%) | 47 (29,6%)  |
| Афроамериканци    | 0 (0,0%) | 0 (0,0%)    |
| Азијати           | 0 (0,0%) | 0 (0,0%)    |
| Хиспаноамериканци | 0 (0,0%) | 112 (70,4%) |
| Укупно            | 0        | 159         |